# 花はどこへ行った
「花はどこへ行った」（はなはどこへいった、原題 Where have all the flowers gone?）は、世界で一番有名な反戦歌とも言われるフォークの楽曲。アメリカンフォークの父とも形容されるピート・シーガーによる作詞作曲であり、シーガーの代表作でもある。「花はどこへ行ったの」と訳される場合もある。
最初の録音の後、歌詞の一部をジョー・ヒッカーソン(Joe Hickerson)が補った形で広まったことから、シーガーとヒッカーソンの共作ともされる。

## 歴史
1955年、ピート・シーガーが制作。ロシアの作家、ミハイル・ショーロホフの『静かなドン』の最初のほうに出てくる、コサックの民謡の歌詞にヒントを得たのだという。シーガーはこれに曲をつけたが、既存のフォークソングを参考とした可能性もある。シーガーは、『Rainbow Quest』というレコードに収めたメドレーの中で、3番までの歌詞でこの歌を録音し、そのままこの歌を忘れていた。その後、ジョー・ヒッカーソン(Joe Hickerson)が4番と5番の歌詞を書き加え、1961年に著作権が登録し直された。この歌詞への加筆によって反戦歌としての色彩が鮮明になった。
1961年、キングストン・トリオがこの曲を録音して発表した。この曲がトラディショナルであると思っていたキングストン・トリオは、著作権表示に自分たちの名を記したが、シーガー側の指摘を受けて、表示は正された。キングストン・トリオ盤は、翌1962年にヒットしたが、その背景には、アメリカ合衆国がベトナム戦争に関わり始めたことがあった。
1962年に、ピーター・ポール&マリーによってもカバーされ、こちらもヒットし、この年（つまり初版の実に7年後）以降、同曲は反戦歌として広く親しまれるようになり、現在に至っている。

## 歌詞の構成・メッセージ
「花はどこへ行った 少女がつんだ」→「少女はどこへ行った 男の下へ嫁に行った」→「男はどこへ行った 兵隊として戦場へ」→「兵隊はどこへ行った 死んで墓に行った」→「墓はどこへ行った 花で覆われた」と続き、再び冒頭の「花はどこへ行った 少女がつんだ」となる。
最後には必ず「いつになったら わかるのだろう」という言葉で締められているため、「戦争がいつまでも繰り返され、いつになったらその愚かさに気づくのか?」というメッセージ、今度こそもう戦争は絶対に止めようという思いを込めて盛んに歌われている。

## 世界での有名なカバー

### ピート・シーガー
原作者ピート・シーガーによるオリジナルは、1956年に録音、発売された。バンジョーの弾き語りによる演奏で、歌詞は3番までで終わる。本来ならば適切ではない表現であるが、後述のように他のグループによる録音のほうが先に大いにヒットしたため、製作者のオリジナルが逆に「セルフカバー」と誤解されていることも多い。
現在このバージョンはシーガーの『希望と闘争の歌(原題: IF I HAD A HAMMER: SONGS OF HOPE & STRUGGLE)』、『エッセンシャル・ピート・シーガー』等のCDで聴くことができる。

### キングストン・トリオ
モダンフォークとポップスの融合を果たしたことで有名なキングストン・トリオは、1961年にこの曲を録音して発表した。その際、この曲がトラディショナルであると信じて著作権表示に自分たちの名を記したが、シーガー側の指摘を受けて、表示は正された。「O Ken Karanga」のB面にこの曲を収めたキングストン・トリオ盤は、翌1962年に、ビルボード誌のチャートで最高21位に達するヒットとなった。彼らは、この楽曲を最初にヒットさせたグループである。
シーガーのオリジナル録音に比べると、ヒッカーソンによる4番(「兵士たちはどこへ行った...」)と5番(「墓はどうなった...」)が加わっているほか、4・5番の追加と整合性をとるためか、3番の最後の部分が「制服を着た」から「兵士になった」へ、全体を通して繰り返されるリフレインも「あなたは いつになったら わかるのだろう」から「彼らは いつになったら わかるのだろう」へと書き換えられている。この歌詞によるヒットによって以降はこれが標準的な歌詞となった。

### ピーター・ポール&マリー
女性ヴォーカルをフィーチャーしたピーター・ポール&マリーによるカバーは、日本において最も有名なカバーバージョンといえる。この楽曲が「反戦歌」として定着したのはこのグループによるところが大きいといわれる。彼らは、ベトナム反戦運動の中でこの曲を積極的に取り上げて歌唱していた。音源としては、1962年の1stアルバム『ピーター・ポール&マリー』などに収録されている。3番の歌詞で取り上げている対象が「若い男」から「夫」に変わっている。

### ブラザース・フォア
キングストン・トリオ同様、西海岸のグループであったブラザース・フォアは、比較的早くから何度も来日し、日本での人気が高かった。日本ではピーター・ポール＆マリーとともに有名なカバーバージョンの一つで、「グリーンフィールズ」と並ぶ彼らの代表曲の一つでもある。多くのベストアルバムに収録されている。また、ピーター・ポール＆マリーと同様に、3番の歌詞で取り上げている対象が「若い男」から「夫」に変わっている。

### マレーネ・ディートリヒ
1962年にマレーネ・ディートリヒがフランス語・ドイツ語によるカバーも行っている。バート・バカラックが編曲を担当した。

### コニー・マ・ボス
1964年3月30日の文化放送「ユア・ヒット・パレード」にて第3位を記録。
1. 恋はすばやく　/　ガス・バッカス
2. シャレード　　/　ヘンリー・マンシーニ楽団
3. 花はどこへいったの　/　コニー・マ・ボス
4. 抱きしめたい　/　ビートルズ
5. アカプルコの海　/　エルヴィス・プレスリー

## 日本でのカバー
60年代日本はカバーブームにあり、世界的なヒットソングは複数のアーティストにカバーされ競作となる事があった。また、反戦歌という事でその後も多数のアーティストにカバーされ、現在（2021年時点）に至るまでに多くのカバーが生まれている 。
デューク・エイセス、中原美紗緒、牧秀夫とロス・フラミンゴス、梓みちよ、雪村いづみ、園まり、ザ・ピーナッツ、倍賞千恵子、加藤登紀子、フォーク・クルセダーズ、ザ・リガニーズ、Yellow Magic Orchestra、modern grey、Mr.Children、The Water Of Life、忌野清志郎等、MISIA（順不同）。
詳細の分かるものは以下に特記。

### デューク・エイセス
デューク・エイセスのシングル「花はどこへいった」（東芝音楽工業、規格品番：TR-1067）収録。
1964年4月発売、モノラル録音。訳詞：おおたたかし、補作：安井かずみ、編曲：小林郁夫。曲名は「花はどこへいった」。
1964年7月発売のLP『花はどこへ行った』（東芝音楽工業、規格品番：TR-7034）にも収録。こちらはステレオ録音で、曲名が「花はどこへ行った」となっている。

### 園まり
園まりのシングル「花はどこへ行った」（ポリドールレコード、規格品番：SDR-1008）。1964年5月10日発売。

### ザ・ピーナッツ
ザ・ピーナッツの30cm LPによるアルバム中に収録。1964年10月発表。訳詞：おおたたかし、編曲：東海林修。

### ザ・フォーク・クルセダーズ
ザ・フォーク・クルセダーズも同曲をカバーしている。しかし、これは2002年の新結成時であり、同年に発表された新作『戦争と平和』内で原詞のままで歌われている。歌唱は当時のメンバーである加藤和彦、北山修、坂崎幸之助の3人と児童合唱団によって歌われている。全体的に構成はシンプルにまとめられており、フォークルらしいアレンジに仕上がっている。因みに、トラック上はこの楽曲の次に「花〜すべての人の心に花を〜」が来るように意図的に構成されており、アレンジもそのまま似せている。

### Yellow Magic Orchestra
テクノポップバンドYellow Magic Orchestraは1980年4月に雑誌写楽主催のコンサートにおいてカバー演奏している。しかし、テクノポップ調への編曲・アレンジなど行わず原曲・原詩に忠実なフォーク調でのカバーとなったキングストン・トリオのバージョンのアレンジに忠実である。（同コンサートでは「中国女」もフォーク調で演奏しており、テクノポップでのコンサートを期待していた観客から野次が飛んだ）。このコンサートは事前に録音しておいた楽曲を流し、ステージ上でのメンバーは当て振りであった。この音源は1999年に発売されたYMOのベスト・アルバム『YMO GO HOME!』にレアトラックとして収録。

### modern grey
1988年から1998年までに活動していたバンドmodern greyによるカバー。このバンドには元すかんちの田中尚人も加入していた。曲名は「花は何処へ行った」。原曲とは完全に曲調、メロディー等が違うため、厳密にはカバーとは言い難いが、原詞の一部が和訳され使われている。繊細で透明な曲調と儚い歌詞で、バンドの代表作となった。1994年に発売されたミニ・アルバム「楽園」と1995年に発売されたシングル「LEMON ～あなたがそばにいてほしい」に収録されている。シングル曲ではないがMV(監督は大坪草次郎)か制作されている。

### Mr.Children
Mr.Children（略称「ミスチル」）もカバーしている。但し、こちらは原詞から大幅に意訳されており、反戦歌というよりは社会風刺曲へと変化している。訳詞は田原健一と小林武史。本来はシングル「innocent world」のC/Wとしてシングルカットされるはずの楽曲であったが、意訳があまりにも本来の意味とかけ離れていることからカバーとして認められずお蔵入りした。発売前に関係者に配られた「innocent world」のプロモ盤カセットには、この曲がC/Wとして収録されているものが存在する。
この楽曲は『HEY!HEY!HEY! MUSIC CHAMP』で一度限り完成版が披露され、Mr.Childrenの未発表曲としてメジャーデビュー後唯一「テレビで演奏された」未発表曲であり、1994年～1997年ごろまではライブレパートリーとしても時折演奏されていた。

### The Water Of Life
The Water Of Life（清水和彦のソロ・ユニット）も1997年のメジャーデビュー時のシングル『うそ』の4トラック目にボーナス・トラック的に収録している。詞はおおたたかしの訳詞を使用。歌唱しているのは1番のみであるが、原曲のイメージを大切にほぼギター弾き語り一本で歌い切っている。

### 忌野清志郎
忌野清志郎によるカバー。オリジナルの日本語訳詞にてライブ等で演奏していた。歌詞の内容としては原曲の詞の言わんとすることをRCサクセションのアルバム『COVERS』にも見られるような忌野独特の「意訳」で巧みに表現している。ライブでの曲紹介ではピーター・ポール&マリーの曲としてMCで紹介することが多かった（忌野はピーター・ポール&マリーのヒット曲として、他にもアルバム『COVERS』で「風に吹かれて」、細野晴臣・坂本冬美とのユニットHISで「500Miles」をカバーしている）。映像として2003年のコスモ・アース・コンシャス・アクト・アースデー・コンサートで歌ったテイクがテレビ放映されて残されている。
2021年11月3日に未発表音源「ジグゾーパズル」と同時に配信リリースされ2022年1月26日に「ジグゾーパズル」アナログシングル盤のB面に収録され発売された。